# رياضيون من الكويت في الألعاب الأولمبية الصيفية للشباب 2010
تنافس رياضيون من الكويت في دورة الألعاب الأولمبية الصيفية للشباب 2010 في سنغافورة. ومع ذلك، تنافس الرياضيون الكويتيون تحت العلم الأولمبي نظرًا لتعليق اللجنة الأولمبية الدولية عضوية اللجنة الأولمبية الكويتية في يناير 2010 بسبب تدخل الحكومة.

## الحائزون على الميداليات
| ميدالية | اسم              | رياضة | حدث                            | تاريخ    |
| ------- | ---------------- | ----- | ------------------------------ | -------- |
| برونزية | عبد الله الثويني | سباحة | سباحة الظهر 50 متر للشباب رجال | 18 أغسطس |

## ألعاب القوى

### الشباب
أحداث المضمار والطريق
| الرياضيين | حدث                       | التأهل | التأهل | النهائي             | النهائي             |
| الرياضيين | حدث                       | نتيجة  | ترتيب  | نتيجة               | ترتيب               |
| --------- | ------------------------- | ------ | ------ | ------------------- | ------------------- |
| يوسف كرم  | سباق 400 متر حواجز للبنين | DNS qC | DNS qC | نظام أسماء النطاقات | نظام أسماء النطاقات |

## إطلاق نار
بندقية
| رياضي      | حدث                            | التأهل | التأهل             | التأهل  | النهائي | النهائي | النهائي |
| رياضي      | حدث                            | نتيجة  | تبادل لإطلاق النار | الترتيب | نتيجة   | المجموع | الترتيب |
| ---------- | ------------------------------ | ------ | ------------------ | ------- | ------- | ------- | ------- |
| حصة الزايد | بندقية الهواء 10 أمتار للفتيات | 391    | 51.4               | 8 س     | 101.7   | 492.7   | 8       |

## سباحة
| الرياضيين        | حدث                           | التأهل              | التأهل              | نصف النهائي | نصف النهائي | النهائي   | النهائي   |
| الرياضيين        | حدث                           | وقت                 | موضع                | وقت         | موضع        | وقت       | موضع      |
| ---------------- | ----------------------------- | ------------------- | ------------------- | ----------- | ----------- | --------- | --------- |
| عبد الله الثويني | سباق 100 متر سباحة حرة للشباب | 52.74               | 30                  | لم يتقدم    | لم يتقدم    | لم يتقدم  | لم يتقدم  |
| عبد الله الثويني | سباق 200 متر سباحة حرة للشباب | نظام أسماء النطاقات | نظام أسماء النطاقات |             |             | لم يتقدم  | لم يتقدم  |
| عبد الله الثويني | سباحة الظهر 50 متر للبنين     |                     |                     | 26.62       | 4 س         | 26.46     |           |
| عبد الله الثويني | سباق 100 متر ظهر للبنين       | 57.88               | 10 Q                | 57.41       | 8 س         | دي إس كيو | دي إس كيو |